# Kurt Lütjohann
Kurt Lütjohann (* 8. Februar 1918 in Kiel-Gaarden; † 6. Mai 2021) war ein deutscher Lehrer und niederdeutscher Autor.

## Leben
Lütjohann verbrachte seine Schulzeit bis zum Abitur 1937 in Kiel-Gaarden. Anschließend arbeitete er zunächst als Knecht auf einem Bauernhof in der Nähe von Kiel und wurde dann zum Reichsarbeitsdienst beordert. Es schloss sich bis 1939 eine Lehrerausbildung an der Hochschule für Lehrerbildung in Kiel an.
Nach der Berufsausbildung wurde Lütjohann als Infanterist einberufen. Nach dem Zweiten Weltkrieg wurde er 1946 bis 1958 Lehrer an einer Dorfschule in Hasloh, später bis zu seiner Pensionierung 1979 Schuldirektor in Heikendorf.
In Heikendorf war er zudem seit 1972 aktives Mitglied der Heikendörper Speeldeel, einer Amateurschauspielgruppe der Volkshochschule Heikendorf, die er bis 1975 leitete, sowie Autor plattdeutscher Bücher.
Kurt Lütjohann lebte bis zu seinem Tode mit seiner zweiten Ehefrau in Heikendorf und hinterließ zwei Söhne aus erster Ehe.

## Werke
- Lütt Reis in vergangen Tieden, Verlag Michael Jung, Kiel 1992, ISBN 3-923525-92-3
- Wo kann't bloot angahn!, Verlag Michael Jung, Kiel 1994, ISBN 3-929596-06-7
- Hasloh – 1948. Prüfungsarbeit des Lehrers Kurt Lütjohann zur 2. Lehrerprüfung 1950. Herausgegeben als Reproduktion von der Geschichtswerkstatt Hasloh e.V. 2006